# ایلیو
شهر ایلیو در استان آتیک در کشور یونان واقع شده است که دارای جمعیت ۸۱٬۹۹۷  نفر می‌باشد.